# 罗纳德·布劳提甘

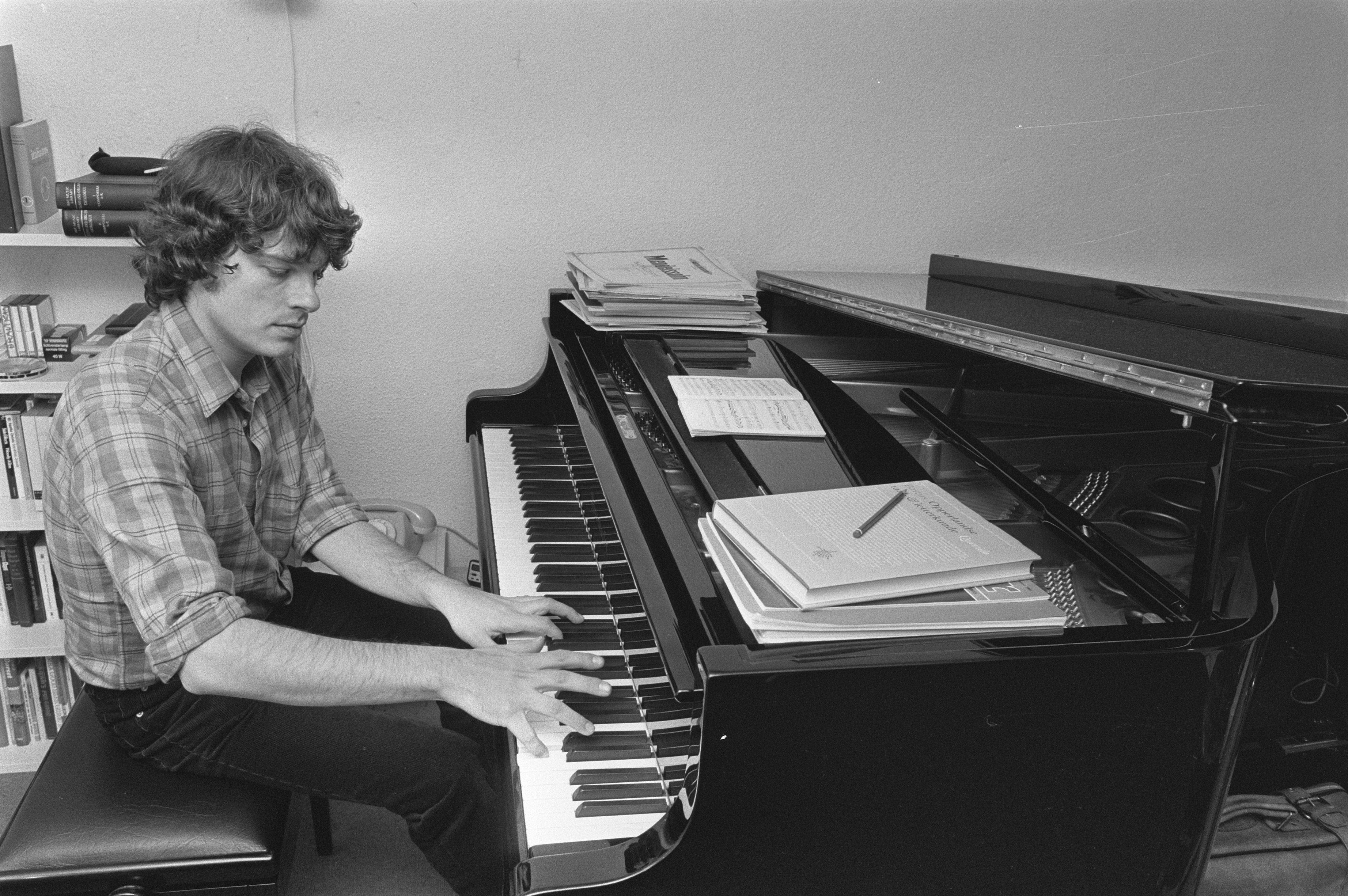
罗纳德·布劳提甘，1981年

罗纳德·布劳提甘（英語：Ronald Brautigam，1954年—），荷兰音乐会钢琴家，演奏風格以使用古钢琴演奏贝多芬的钢琴作品而闻名 。

## 生平和职业
罗纳德·布劳提甘出生於阿姆斯特丹，並在阿姆斯特丹跟隨揚·維恩學習鋼琴技巧，歲後他便離開了先後分別前往倫敦與John Bingham學習鋼琴技巧，後來前往美國跟隨鲁道夫·塞尔金學習鋼琴技巧。1984年获得了荷兰音乐大奖（Nederlandse Muziekprijs）。 2015年，他彈奏的贝多芬录制专辑获得了爱迪生奖和德国唱片评论家年度奖。
布劳提甘与妻子玛丽（Mary）一起住在阿姆斯特丹。2011年9月起，他成为了巴塞尔音乐学院音乐大学的教授。

## 专辑
- 格里格、埃尔加、西贝柳斯：小提琴与钢琴作品；伊莎贝尔·范·库伦（英语：Isabelle van Keulen）（小提琴）；厂牌：Challenge
- 贝多芬、海顿、莫扎特：钢琴独奏作品全集；在保罗·麦克诺提仿制的格拉夫、瓦尔特及史坦因钢琴上演奏；厂牌：Bis Records
- 门德尔松：钢琴协奏曲；在保罗·麦克诺提仿制的普莱耶尔钢琴上演奏；厂牌：Bis Records
- 肖斯塔科维奇：第一钢琴协奏曲；彼得·马瑟斯（荷兰语：Peter Masseurs）（小号）、皇家音乐厅管弦乐团、里卡多·夏伊（指挥）；厂牌：London Classics
- 普罗科菲耶夫、舒伯特、杜替耶、若利韦：长笛与钢琴作品；莎朗·貝薩利（英语：Sharon Bezaly）（长笛）；厂牌：Bis Records
- 马克斯·雷格：中提琴作品；今井宣子（英语：Nobuko Imai）（中提琴）；厂牌：Bis Records